# Matthias Weckmann
Matthias Weckmann (født før 1619 i Niederdorla, Thüringen, død 24. februar 1674 i Hamburg) var en tysk barokkomponist.
Weckman var elev af Heinrich Schütz i Dresden og Jacob Praetorius den yngre i Hamburg. I 1638 blev han organist ved Kurfyrstens hof i Dresden og fra 1642 ved prinsehoffet i Nykøbing Falster. Efter 1649 vendte han tilbage til Dresden, og fra 1655 til sin død var han organist ved St. Jacobi-Kirche i Hamburg.

## Liv og gerning
Hans musikalske uddannelse skete i Dresden, hvor han var tilknyttet den saksiske hof, der var under ledelse af Heinrich Schütz, derefter i Hamborg, hvor han arbejdede med den berømte organist Jacob Praetorius den yngre ved Sankt Peters Kirken (Petrikirche).
Han blev introduceret til den italienske concertato, polykoral og monodiske stilarter - fordi Schütz havde været i Italien, da han var en ung mand, og der havde mødt Giovanni Gabrieli og Monteverdi - samt stilen hos Sweelincks elever, hvoraf nogle havde bosat sig i Hamborg. Weckmann rejste til Danmark i 1637 sammen med Schütz, og blev senere organist i Dresden ved hoffet i Sachsen fra 1638 til 1642. Han vendte derefter tilbage til Danmark, hvor han opholdt sig indtil 1647 (under 30-årskrigen).
Under et nyt (og hans sidste) ophold i Dresden fra 1649 til 1655 mødte han Johann Jakob Froberger under en musikalsk konkurrence, som var blevet organiseret af kurfyrsten. De forblev venner og korresponderede med hinanden. I 1655 blev han efter en konkurrence udnævnt til organist ved Sankt Jakobs kirke (Jakobkirche) i Hamborg og tilbragte sit resterende liv der. Han grundlagde et berømt orkesterensemble, den såkaldte Collegium Musicum i Hamborg. Dette var den mest produktive periode i hans liv: hans kompositioner fra denne tid omfatter en samling fra 1663, som omfattede hellige tekster om den samtidige forfærdelige pest, der dræbte hans første kone og mange af hans kolleger i Hamborg det år, herunder Heinrich Scheidemann.
Han døde i Hamborg og blev begravet i en familiegrav i Sankt Jakobs kirken under orgelet.

## Værker
Weckmann komponerede koralpræludier og musik for orgel og cembalo, der rummer elementer af italienske og franske indflydelser, forskellige sonater til tre eller fire instrumenter og kirkelig musik for  orkester og vokaler. Stilistisk fulgte han for det meste Schütz' progressive tendenser, herunder concertato-idiomet og tendensen til at øge kromaticisme og kontrapunkt og motiverende kompleksitet. I den henseende gik han imod de fremherskende tendenser i tiden til forenkling, hvoraf meget kan ses i Schütz' senere musik. 
Weckmann er et godt eksempel på en komponist, hvis værker ville have været gået helt tabt for historien, hvis det ikke havde været for det 19. århundrede interesse for at udforske forgængerne for J.S. Bach.
Af Matthias Weckmanns værker er der bevaret:
- Nogle kantater og gejstlige koncerter
- 12 sonater for Collegium Musicum i Hamburg (en samling instrumentale ensemblestykker)
- Nogle orgelværker
- Nogle cembaloværker
- Nogle lieder og korte arier